# Marcelo Corrales
Marcelo Enrique Corrales García (* 20. Februar 1971 in Santiago de Chile) ist ein ehemaliger chilenischer Fußballspieler. Der Stürmer spielte zwei Mal für die Nationalmannschaft Chiles, für die er einen Treffer bei der Copa América 2001 erzielte.

## Karriere

### Verein
Marcelo Corrales spielte in der Jugend des CD Palestino, wo er 1990 debütierte. Bis 1993 schoss der junge Stürmer 23 Tore für den Klub und weckte das Interesse vom Hauptstadtverein Universidad Católica. Dort konnte er sich angesichts der großen Konkurrenz wie Beto Acosta, Rodrigo Barrera und Sebastián Rozental nicht durchsetzen. Es folgten Stationen bei verschiedenen chilenischen Klubs sowie 2001 auch in den Vereinigten Arabischen Emiraten bei al Shabab. Bei Coquimbo Unido spielte Corrales von 2004 bis 2007 vier erfolgreiche Jahre und beendete 2010 dort seine Karriere als bester Torjäger des Klubs sowie siebtbester Torjäger der Primera División. 2012 kehrte Corrales nochmal auf den Platz zurück, um mit 41 Jahren noch ein Jahr bei San Antonio Unido in der Tercera A zu spielen.

### Nationalmannschaft
Die einzigen beiden Länderspiele absolvierte Marcelo Corrales bei der Copa América 2001 unter Trainer Nelson Acosta. Das Debüt für Chile gab er beim 4:1-Erfolg über Ecuador, als er in der 74. Spielminute für Reinaldo Navia in die Partie kam und den vorentscheidenden 3:1-Treffer rund 10 Minuten später erzielte. Bei seinem zweiten und letzten Länderspiel gegen Kolumbien spielte Corrales 26 Minuten. La Roja verlor das Gruppenspiel mit 0:2 und schied anschließend im Viertelfinale aus.

## Erfolge
Universidad Católica
- Copa Interamericana: 1994

Unión San Felipe
- Chilenischer Pokalsieger: 2009
- Meister der Primera B: 2009